# الیو ام. گارسیا جونیور و لیندا آنتونسون

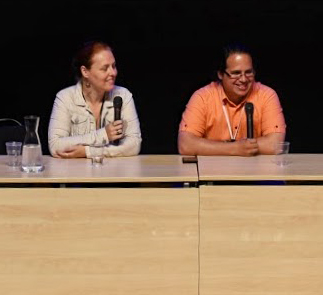
لیندا آنتونسون و الیو گارسیا در ۲۸ ژوئن ۲۰۱۵.

الیو میگوئل گارسیا جونیور (انگلیسی: Elio Miguel García Jr؛ زاده ۶ مه ۱۹۷۸) و لیندا ماریا آنتونسون (انگلیسی: Linda Maria Antonsson؛ زاذه ۱۸ نوامبر ۱۹۷۴) نویسندگانی هستند که در مجموعه ترانه یخ و آتش اثر جرج آر. آر. مارتین در نوشتن کتاب‌های همراه جهان یخ و آتش (۲۰۱۴) و پیدایش اژدها (۲۰۲۲) همکاری داشته‌اند. آن‌ها همچنین بنیانگذاران وبسایت Westeros.org هستند که یکی از نخستین وبسایت‌های طرفداران ترانه یخ و آتش است.